# Паэт, Саша
Саша Паэт (нем. Sascha Paeth; род. 9 сентября 1970 года в Вольфсбурге, ФРГ) — немецкий гитарист, басист, музыкальный продюсер и миксер, прославившийся благодаря работам с такими метал-группами, как Avantasia, Edguy, Angra, Shaaman, Rhapsody of Fire, Kamelot, After Forever, Epica, Red Key. У него есть собственная студия Gate Studios в пригороде Вольфсбурга, которая изначально предназначалась для записи его бывшей группы Heaven’s Gate.
Саша спродюсировал много альбомов вместе с Миро (Michael Rodenberg). В 2004 году он продюсировал метал-оперу Aina, в работе над которой приняли участие многие хеви-метал музыканты.
В 2007 году Саша и Миро помогли создать метал-оперу Тобиаса Заммета Avantasia, спродюсировав альбомы трилогии The Wicked. Паэт выступил на турах в их поддержку в качестве главного гитариста.

## Участие
| Год  | Муз.коллектив             | Альбом/EP/Сингл                                          | Роль                                                                                 |
| ---- | ------------------------- | -------------------------------------------------------- | ------------------------------------------------------------------------------------ |
| 1989 | Heavens Gate              | In Control                                               | музыкант                                                                             |
| 1990 | Heavens Gate              | Open the Gate and Watch (EP)                             | музыкант                                                                             |
| 1991 | Heavens Gate              | Livin' in Hysteria                                       | сопродюсирование, музыкант                                                           |
| 1992 | Heavens Gate              | More Hysteria (EP)                                       | сопродюсирование, музыкант                                                           |
| 1992 | Heavens Gate              | Hell for Sale!                                           | сопродюсирование, музыкант                                                           |
| 1992 | Viper                     | Evolution                                                | бэк-вокал                                                                            |
| 1992 | Viper                     | Vipera Sapiens (EP)                                      | бэк-вокал                                                                            |
| 1993 | Heavens Gate              | Live for Sale!                                           | музыкант                                                                             |
| 1993 | Angra                     | Angels Cry                                               | продюсирование с Charlie Bauerfeind, инженерия, музыкант                             |
| 1993 | Gamma Ray                 | Insanity and Genius                                      | инженерия, музыкант                                                                  |
| 1995 | Gamma Ray                 | Land of the Free                                         | музыкант                                                                             |
| 1996 | Heavens Gate              | Planet E.                                                | продюсирование с Миро, инженерия, микширование, музыкант                             |
| 1996 | Angra                     | Holy Land                                                | продюсирование с Charlie Bauerfeind, инженерия                                       |
| 1996 | Angra                     | Freedom Call (EP)                                        | продюсирование с Charlie Bauerfeind, инженерия                                       |
| 1997 | Rhapsody                  | Legendary Tales                                          | продюсирование с Миро, инженерия, микширование, музыкант                             |
| 1998 | Angra                     | Fireworks                                                | клавишные и программирование                                                         |
| 1998 | Rhapsody                  | Symphony of Enchanted Lands                              | продюсирование с Миро, инженерия, микширование, мастеринг, музыкант                  |
| 1999 | Kamelot                   | The Fourth Legacy                                        | продюсирование с Миро, инженерия, микширование, мастеринг, музыкант                  |
| 1999 | Luca Turilli              | King of the Nordic Twilight                              | продюсирование с Миро, инженерия, микширование, мастеринг, музыкант                  |
| 1999 | Running Wild              | Black Hand Inn                                           | инженерия, программирование                                                          |
| 1999 | Heavens Gate              | In the Mood (EP)                                         | продюсирование с Миро, инженерия, микширование, мастеринг, музыкант                  |
| 1999 | Heavens Gate              | Menergy                                                  | продюсирование с Миро, инженерия, микширование, мастеринг, музыкант                  |
| 1999 | Mob Rules                 | Savage Land                                              | микширование, мастеринг                                                              |
| 2000 | Kamelot                   | The Expedition                                           | продюсирование, инженерия, микширование, мастеринг                                   |
| 2000 | Rhapsody                  | Dawn of Victory                                          | продюсирование с Миро, инженерия, микширование, мастеринг                            |
| 2000 | Rhapsody                  | «Holy Thunderforce» (CD5")                               | продюсирование с Миро, инженерия, микширование, мастеринг                            |
| 2000 | Mob Rules                 | Temple of Two Suns                                       | микширование, мастеринг, музыкант                                                    |
| 2000 | Avalon                    | Eurasia                                                  | продюсирование, инженерия, микширование, мастеринг                                   |
| 2000 | Brainstorm                | Ambiguity                                                | микширование, мастеринг                                                              |
| 2001 | Kamelot                   | Karma                                                    | продюсирование с Миро, инженерия, микширование, мастеринг, музыкант                  |
| 2001 | Rhapsody                  | Rain of a Thousand Flames                                | продюсирование с Миро, инженерия, микширование, мастеринг                            |
| 2001 | Ambeon                    | Fate of a Dreamer                                        | мастеринг                                                                            |
| 2001 | Gun Barrel                | Power Dive                                               | мастеринг                                                                            |
| 2001 | Virgo                     | Virgo                                                    | продюсирование, инженерия, микширование, мастеринг, музыкант                         |
| 2001 | Gigantor                  | Back to the Rockets!!!                                   | инженерия, микширование, мастеринг, музыкант                                         |
| 2001 | Various Artists           | Tribute to Helloween: Keeper of Jericho                  | музыкант                                                                             |
| 2002 | Rhapsody                  | Power of the DragonFlame                                 | продюсирование с Миро, инженерия, микширование, мастеринг, музыкант                  |
| 2002 | Luca Turilli              | Prophet of the Last Eclipse                              | продюсирование с Миро, инженерия, микширование, мастеринг, музыкант                  |
| 2002 | Luca Turilli              | Demonheart (EP)                                          | продюсирование с Миро, инженерия, микширование, мастеринг, музыкант                  |
| 2002 | Shaman                    | Ritual                                                   | продюсирование, инженерия, микширование, музыкант                                    |
| 2002 | At Vance                  | Only Human                                               | микширование                                                                         |
| 2002 | Avantasia                 | The Metal Opera Part II                                  | инженерия                                                                            |
| 2003 | Kamelot                   | Epica                                                    | продюсирование с Миро, инженерия, микширование, мастеринг, музыкант                  |
| 2003 | Epica                     | The Phantom Agony                                        | продюсирование, инженерия, микширование                                              |
| 2003 | Aina                      | Days of Rising Doom                                      | продюсирование, инженерия, микширование, автор текстов, музыкант                     |
| 2003 | After Forever             | Exordium (EP)                                            | микширование                                                                         |
| 2003 | Edguy                     | Burning Down the Opera                                   | инженерия                                                                            |
| 2003 | Taraxacum                 | Rainmaker                                                | микширование, мастеринг                                                              |
| 2003 | Galloglass                | Legends from Now and Nevermore                           | мастеринг                                                                            |
| 2003 | Invictus                  | Black Heart                                              | мастеринг                                                                            |
| 2004 | Gigantor                  | Giant Robot Spare Parts Vol. 1                           | сопродюсирование, инженерия                                                          |
| 2004 | Rhapsody                  | The Dark Secret (EP)                                     | сопродюсирование, инженерия, микширование                                            |
| 2004 | Rhapsody                  | Symphony of Enchanted Lands II: The Dark Secret          | сопродюсирование, инженерия, микширование                                            |
| 2004 | Lunatica                  | Fables & Dreams                                          | продюсирование, микширование, мастеринг                                              |
| 2004 | After Forever             | Invisible Circles                                        | продюсирование с Миро, микширование                                                  |
| 2004 | Edguy                     | King of Fools (EP)                                       | инженерия                                                                            |
| 2004 | Edguy                     | Hellfire Club                                            | инженерия                                                                            |
| 2004 | Shaman                    | RituAlive                                                | музыкант                                                                             |
| 2004 | Heavenly                  | Dust to Dust                                             | микширование, мастеринг                                                              |
| 2004 | Dol Ammad                 | Star Tales                                               | drums продюсирование and инженерия                                                   |
| 2004 | Asrai                     | Touch in the Dark                                        | инженерия, микширование                                                              |
| 2005 | Epica                     | We Will Take You with Us                                 | микширование                                                                         |
| 2005 | Epica                     | Consign to Oblivion                                      | продюсирование с Olaf Reitmeier, инженерия, микширование, музыкант                   |
| 2005 | Shaman                    | Reason                                                   | продюсирование, инженерия, микширование, мастеринг                                   |
| 2005 | Kamelot                   | The Black Halo                                           | продюсирование с Миро, инженерия, микширование, мастеринг                            |
| 2005 | Felony                    | First Works                                              | инженерия, микширование, мастеринг                                                   |
| 2005 | Epica                     | The Score – An Epic Journey                              | сопродюсирование, инженерия, микширование                                            |
| 2005 | Rhapsody                  | «The Magic of the Wizard's Dream» (CD5")                 | сопродюсирование, инженерия, микширование                                            |
| 2005 | After Forever             | Remagine                                                 | продюсирование, инженерия, микширование                                              |
| 2005 | Edguy                     | Superheroes (EP)                                         | продюсирование, инженерия, микширование, мастеринг                                   |
| 2005 | Оливер Хартманн           | Out in the Cold                                          | продюсирование с Оливером Хартманном, инженерия, микширование, мастеринг             |
| 2006 | Edguy                     | Rocket Ride                                              | продюсирование, инженерия, микширование, мастеринг                                   |
| 2006 | Lunatica                  | The Edge of Infinity                                     | продюсирование, инженерия, микширование, мастеринг, composer                         |
| 2006 | Luca Turilli              | The Infinite Wonders of Creation                         | сопродюсирование, инженерия, микширование, мастеринг, музыкант                       |
| 2006 | Luca Turilli's Dreamquest | Lost Horizons                                            | сопродюсирование, инженерия, микширование, мастеринг, музыкант                       |
| 2006 | Rhapsody                  | Live in Canada 2005: The Dark Secret                     | продюсирование, инженерия, микширование                                              |
| 2006 | Redkey                    | Rage of Fire                                             | продюсирование с Thomas Rettke, инженерия, микширование, мастеринг, музыкант         |
| 2006 | Kamelot                   | One Cold Winter's Night                                  | микширование, мастеринг, музыкант                                                    |
| 2006 | Rhapsody of Fire          | Triumph or Agony                                         | сопродюсирование, инженерия, микширование, мастеринг                                 |
| 2007 | Hartmann                  | Home                                                     | продюсирование с Oliver Hartmann, инженерия, микширование, мастеринг                 |
| 2007 | Kamelot                   | Ghost Opera                                              | продюсирование с Миро, инженерия, микширование, мастеринг, музыкант                  |
| 2007 | Epica                     | The Divine Conspiracy                                    | продюсирование, инженерия, микширование, мастеринг, вокальная аранжировка, бэк-вокал |
| 2007 | Andre Matos               | Time to Be Free                                          | продюсирование с Roy Z, микширование                                                 |
| 2007 | Rhapsody of Fire          | Visions from the Enchanted Lands (DVD)                   | продюсирование, инженерия, микширование                                              |
| 2007 | Asrai                     | Pearls in the Dirt                                       | продюсирование, микширование, мастеринг, бэк-вокал                                   |
| 2007 | Avantasia                 | Lost in Space Part I (EP)                                | продюсирование с Tobias Sammet, инженерия, микширование, мастеринг, музыкант         |
| 2007 | Avantasia                 | Lost in Space Part II (EP)                               | продюсирование с Tobias Sammet, инженерия, микширование, мастеринг, музыкант         |
| 2008 | Brainstorm                | Downburst                                                | продюсирование с Миро, инженерия, микширование                                       |
| 2008 | Avantasia                 | The Scarecrow                                            | продюсирование с Tobias Sammet, инженерия, микширование, мастеринг, музыкант         |
| 2008 | Edguy                     | Tinnitus Sanctus                                         | продюсирование, инженерия, микширование, мастеринг                                   |
| 2008 | Symphonity                | Voice from the Silence                                   | микширование                                                                         |
| 2008 | Hartmann                  | Handmade — Live in Concert                               | мастеринг                                                                            |
| 2009 | Epica                     | The Classical Conspiracy                                 | продюсирование, микширование, мастеринг                                              |
| 2009 | Brainstorm                | Memorial Roots                                           | сопродюсирование with Миро, инженерия, микширование                                  |
| 2009 | Epica                     | Design Your Universe                                     | продюсирование, инженерия, микширование, vocal lines author, бэк-вокал               |
| 2009 | Andre Matos               | Mentalize                                                | продюсирование, инженерия, микширование, бэк-вокал                                   |
| 2009 | Tribe                     | Pray for Calm… Need the Chaos                            | продюсирование, инженерия, микширование, мастеринг, аранжировка                      |
| 2009 | Lunatica                  | New Shores                                               | продюсирование, инженерия, микширование, мастеринг, аранжировка, автор текстов       |
| 2009 | Edguy                     | Fucking with F***: Live                                  | микширование, мастеринг                                                              |
| 2009 | Hartmann                  | 3                                                        | продюсирование с Oliver Hartmann, инженерия, микширование                            |
| 2009 | Infinity Overture         | Kingdom of Utopia                                        | продюсирование с Миро и Niels Vejlyt, микширование, мастеринг                        |
| 2010 | Avantasia                 | The Wicked Symphony                                      | продюсирование с Tobias Sammet, инженерия, микширование, мастеринг, музыкант         |
| 2010 | Avantasia                 | Angel of Babylon                                         | продюсирование с Tobias Sammet, инженерия, микширование, автор текстов, музыкант     |
| 2010 | Kamelot                   | Poetry for the Poisoned                                  | продюсирование с Миро, инженерия, микширование, мастеринг, музыкант                  |
| 2010 | Rhapsody of Fire          | The Cold Embrace of Fear – A Dark Romantic Symphony (EP) | инженерия, микширование, музыкант                                                    |
| 2010 | Rhapsody of Fire          | The Frozen Tears of Angels                               | инженерия, микширование, музыкант                                                    |
| 2010 | Catharsis                 | Светлый альбомъ                                          | продюсирование, инженерия, микширование                                              |
| 2010 | Diabulus in Musica        | Secrets                                                  | мастеринг                                                                            |
| 2011 | Avantasia                 | The Flying Opera                                         | сопродюсирование, инженерия, микширование, музыкант                                  |
| 2011 | Edguy                     | Age of the Joker                                         | продюсирование, инженерия, микширование, музыкант                                    |
| 2011 | Rhapsody of Fire          | From Chaos to Eternity                                   | инженерия, микширование                                                              |
| 2011 | MaYan                     | Quarterpast                                              | продюсирование, инженерия, микширование, мастеринг                                   |
| 2011 | Beyond the Bridge         | The Old Man and the Spirit                               | мастеринг                                                                            |
| 2011 | Infinity Overture         | The Infinite Overture Part 1                             | микширование, мастеринг                                                              |
| 2012 | Epica                     | Requiem for the Indifferent                              | продюсирование, инженерия, микширование, vocal lines author                          |
| 2012 | Kamelot                   | Silverthorn                                              | продюсирование с Миро, инженерия, микширование, мастеринг, музыкант                  |
| 2013 | Avantasia                 | The Mystery of Time                                      | музыкант, продюсирование, инженерия, мастеринг                                       |